# أحمد الحسن
أحمد الحسن (22 مارس 1981 -)، ممثل ومخرج ومنتج سعودي.

## أعماله
التلفزيون
| سنة الأنتاج | المسلسل              | بمشاركة                                                                         |
| ----------- | -------------------- | ------------------------------------------------------------------------------- |
| 2000        | سوق المقاصيص         | عبد الحسين عبد الرضا سعد الفرج                                                  |
| 2000        | بيت بلا أبواب        | خالد النفيسي غانم الصالح محمد المنصور سعاد عبد الله                             |
| 2001        | الصقرين              | غانم الصالح جمال الردهان إبراهيم الحربي                                         |
| 2001        | ديوان السبيل         | عبد الحسين عبد الرضا خالد النفيسي                                               |
| 2001        | جرح الزمن            | حياة الفهد إبراهيم الصلال عبد العزيز الجاسم                                     |
| 2002        | الشريب بزة           | حياة الفهد خالد النفيسي عبد الإمام عبد الله                                     |
| 2002        | العضب                | خالد النفيسي أحمد جوهر غانم الصالح                                              |
| 2002        | لعبة القدر           | علي المفيدي جاسم النبهان محمد العجيمي                                           |
| 2002        | أنا حر               | عبد الرحمن العقل جمال الردهان                                                   |
| 2003        | كرت أحمر             | خالد النفيسي أحمد جوهر علي المفيدي                                              |
| 2005        | عذاري                | زينب العسكري قحطان القحطاني خالد البريكي                                        |
| 2005        | الدكتورة             | جاسم النبهان عبد الرحمن العقل                                                   |
| 2006        | ثمن المشاعر          | ميثم الرزق عبدالعزيز المليفي جعفر الغريب                                        |
| 2007        | واقعي                | أحمد الصالح عبد الرحمن العقل                                                    |
| 2007        | سند وأبطال الغابة    | خليفة خليفوه                                                                    |
| 2007        | أنا وأنت والإنترنت   | محمد بكر خليفة خليفوه                                                           |
| 2008        | البيت المائل         | أحمد الصالح غانم الصالح                                                         |
| 2010        | عواطف                | حياة الفهد عبد الرحمن العقل                                                     |
| 2011        | خارج الأسوار (مسلسل) | حياة الفهد، سناء بكر يونس، أحمد السلمان، زهرة الخرجي، محمد جابر ، شهاب جوهر     |
| 2012        | توفيق                | محمد جابر، هيا الشعيبي                                                          |
| 2013        | ياويلك منا           | فرحان العلي، هشام الغامدي، عماد العكاري، نواف الشمري                            |
| 2013        | الناس أجناس 2        | سعد الفرج، محمد المنصور، مريم الصالح، عبد الرحمن العقل، محمد العجيمي، محمد جابر |
| 2017        | طقها والحقها         | شعاع توفيق، خالد الرفاعي، هشام الغامدي، مريم الغامدي                            |
| 2017        | ذكريات لا تموت       | صمود، فاطمة الصفي، مرام البلوشي، أمل العوضي، بثينة الرئيسي، انتصار الشراح       |
| 2017        | إقبال يوم أقبلت      | هدى حسين، صلاح الملا، هبة الدري، صمود، منى شداد، أوس الشطي                      |
| 2018        | ترللي                | أحمد العونان، سعود الشويعي، سلطان الفرج، محمد الحملي، محمد باش، بدور عبد الله   |

المسرح
- مجنون على السطح
- عجرى .. فه
- الرقعة
- شباب البي بي
- مناحي بالوادي
- سند والجائزة الكبرى
- المدهش
- الصمود [9]
- ترا عيب [10]
- مال البخيل [11]
- العالم الآخر[12]
- سندريلا في الغابة المهجورة[13]
- أشباح قريتنا [14]
- رحلة رقم 112[15]
- عبود سرق الاي بود[16]
- المراقب وصل[17]
- تهامي كول[18]
- ضربولي هسا تلفون[19]
- سند في الغابة المهجورة[20]
- سنافر الغابة[21]

- لا مساومة لا خيار[22]
- جزيرة الأشرار[23]

الأفلام
- حباب وكلاب الساحر
- الخطيئة
- فرح
- ضياع
- وادي الأرواح

## الإخراج
- سند وأبطال الغابة.[24]
- يا ويلك منا.

## وصلات خارجية
- أحمد الحسن على موقع قاعدة بيانات الأفلام العربية